# Bromide
La ville américaine de Bromide est située dans les comtés de Coal et Johnston, dans l’État de l’Oklahoma. Lors du recensement de 2000, elle comptait 163 habitants.

## Source
- (en) Cet article est partiellement ou en totalité issu de l’article de Wikipédia en anglais intitulé « Bromide, Oklahoma » (voir la liste des auteurs).